# Rhyacia nyctymerides
Rhyacia nyctymerides là một loài bướm đêm trong họ Noctuidae.